# Jinmu
Jinmu (神武?; Provincia di Hyūga, 13 febbraio 711 a.C. – Kashihara, 9 aprile 585 a.C.) è stato un imperatore giapponese.
Conosciuto anche come Kamu-yamato-iwarebiko no Mikoto (神日本磐余彦尊?), secondo gli antichi scritti storici Kojiki e Nihongi fu il primo imperatore del Giappone ma la sua stessa esistenza storica è controversa.

## Biografia

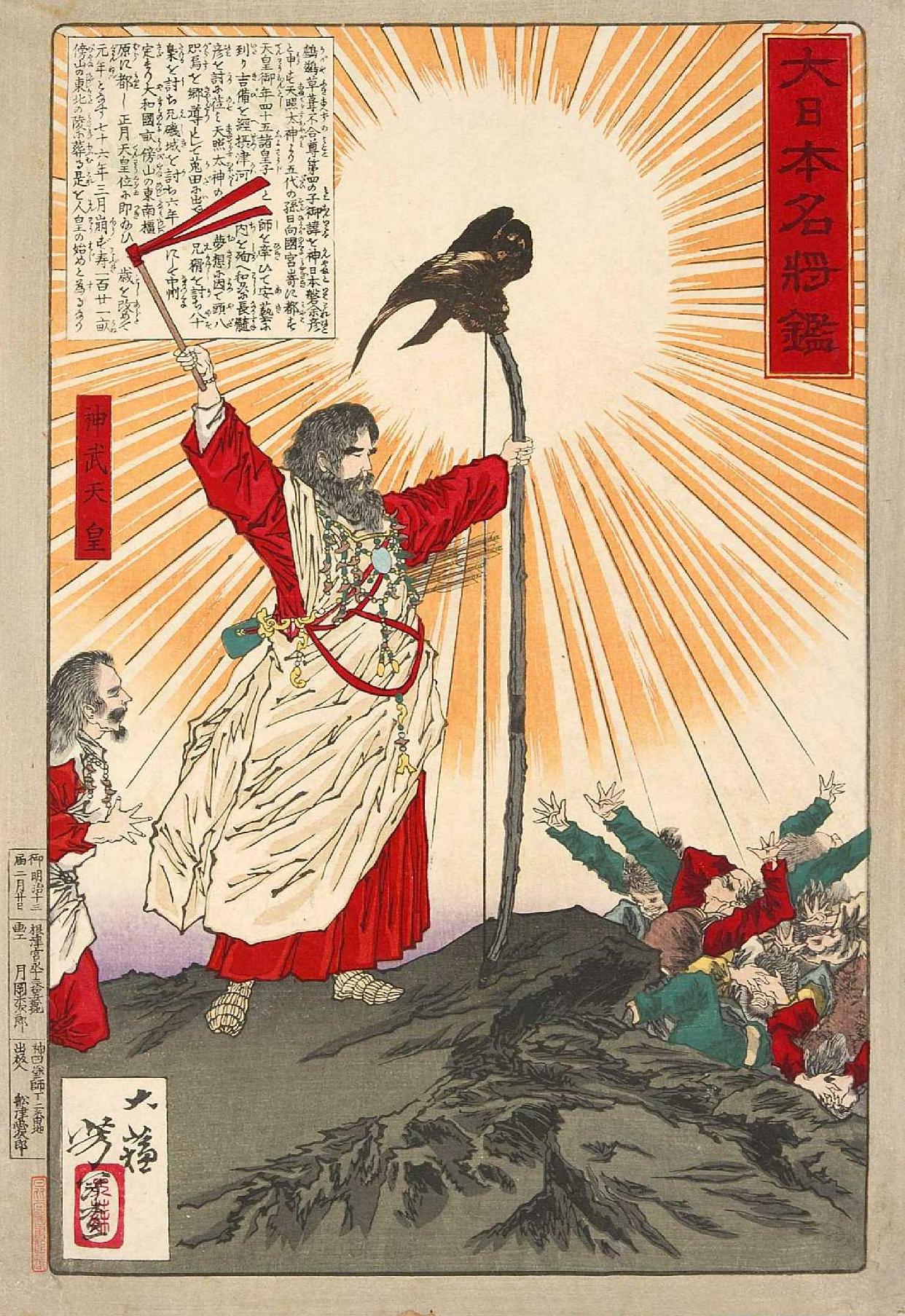
L'imperatore Jinmu in una stampa del periodo Meiji

Il suo nome alla nascita era Hokohohodemi no mikoto (彦火火出見尊?) o Sano no mikoto. Il titolo cinese Jinmu gli fu dato tra il 762 e il 764.
Nel mito, egli nacque nella provincia di Hyūga, oggi prefettura di Miyazaki. Era il quarto figlio di Ugiyafukiaezu, il cui padre era nipote della dea Amaterasu. Jinmu conquistò Yamato, Honshū, oggi prefettura di Nara, e ascese al trono. Il secondo imperatore, Suizei, fu uno dei suoi figli.